# Щетинин, Василий Андреевич
Василий Андреевич Щетинин (1926—1983) — советский передовик производства, моторист Лайского леспромхоза Асиновского района Томской области. Герой Социалистического Труда (1957).

## Биография
Родился 15 октября 1926 года в селе Озёрное Усть-Пристанского района Сибирского края в крестьянской семье.  
12 декабря 1935 года, в период раскулачивания, семья В. А. Щетинина была обвинена в кулачестве, раскулачена, и согласно Постановлению Совета Народных комиссаров СССР и Центрального исполнительного комитета СССР от 1 февраля 1930 года в качестве спецпереселенцев была выслана на спецпоселение в Томскую область. 
С 1940 года, после окончания начальной школы, В. А. Щетинин начал свою трудовую деятельность — шофёром и вальщиком леса в Суйгинском лесном промышленном хозяйстве Молчановского района Томской области (до 1944 года Молчановский и Асиновский районы входили в состав Новосибирской области). В период Великой Отечественной войны и после неё В. А. Щетинин работал мотористом электропилы в Лайском лесном промышленном хозяйстве комбината «Томлес» Асиновского района. 
На протяжении всего своего трудового и жизненного пути В. А. Щетинин являлся передовиком и новатором производства, выполнял и перевыполнял производственные планы со значительным опережением от заданного, являлся инициатором рационализаторских предложений в лесной промышленности и наставником молодёжи.
5 октября 1957 года Указом Президиума Верховного Совета СССР «за выдающиеся успехи, достигнутые в деле развития лесной промышленности» Василий Андреевич Щетинин был удостоен звания Героя Социалистического Труда с вручением Ордена Ленина и золотой медали «Серп и Молот».
С 1982 года В. А. Щетинин вышел на заслуженный отдых, получив персональную пенсию, жил в посёлке Суйга Молчановского района Томской области. 
Скончался 21 апреля 1983 года, похоронен посёлке Суйга Томской области

## Награды
- Медаль «Серп и Молот» (05.10.1957)
- Орден Ленина (05.10.1957)